# Albion (Maine)
Albion – miasto w Stanach Zjednoczonych, w stanie Maine, w hrabstwie Kennebec.